# Садовый (Тихорецкий район)
Садовый — посёлок в Тихорецком районе Краснодарского края России. Входит в состав Парковского сельского поселения.

## Население
| 2002 | 2010 |
| ---- | ---- |
| 334  | ↘332 |

## Улицы
- пер. Дачный,
- ул. Азина,
- ул. Ворошилова,
- ул. Егорова,
- ул. Королёва,
- ул. Титова[4].